# Aurora Karamzin
Eva Aurora Charlotta Stjernvall (Pori, 1º agosto 1808 – Helsinki, 13 maggio 1902) è stata una nobildonna svedese.

## Biografia
Nacque durante la guerra di Finlandia, figlia di Carl Johan Stjernvall e di Eva Gustava von Willebrand, che appartenevano alla nobiltà svedese che si era trasferita in Granducato di Finlandia.
Lei e sua sorella Emily furono tra le bellezze di San Pietroburgo. Divenne dama d'onore dell'imperatrice Aleksandra e dama dell'Ordine di Santa Caterina.

## Matrimoni
Nel 1836, si sposò con Pavel Nikolaevič Demidov (17 agosto 1798–5 aprile 1840), un rappresentante di una delle famiglie più ricche di San Pietroburgo. Ebbero un figlio:
- Paolo II Demidoff (9 ottobre 1839–26 gennaio 1885)

Alla morte del marito, avvenuta nel 1840, sposò, questa volta per amore, Andrej Nikolaevič Karamzin, figlio dello storico Nikolaj Michajlovič Karamzin. Nel 1854, Andrej venne ucciso durante la guerra di Crimea.
Dopo la morte del suo secondo marito, usò la sua immensa ricchezza, ereditata dal suo primo marito, per la realizzazione di istituzioni benefiche a Helsinki. Lei era un grande benefattrice in molte città come San Pietroburgo e Firenze.
Fondò l'Istituto delle Suore della Misericordia a Helsinki.

## Morte
Morì il 13 maggio 1902, all'età di 93 anni, a Helsinki.